# Narek Manasjan
Narek Manasjan (ur. 17 kwietnia 1996) – ormiański bokser, brązowy medalista Letnich Igrzysk Olimpijskich Młodzieży z Nankin z roku 2014, brązowy medalista Młodzieżowych Mistrzostw Świata z roku 2014, dwukrotny brązowy medalista Mistrzostw Europy Juniorów z roku 2011 i 2012, dwukrotny zdobywca złotego medalu na Młodzieżowych Mistrzostwach Armenii z roku 2013 i 2014.

## Kariera
Na przełomie czerwca i lipca 2011 był uczestnikiem Młodzieżowych Mistrzostw Europy w Keszthely. W 1/8 finału pokonał na punkty (13:9) Czecha Marka Andrýska. W ćwierćfinale wyeliminował reprezentanta Polski Kamila Bednarka, pokonując go przed czasem w pierwszej rundzie. W półfinale przegrał z Ołeksandrem Chyżniakiem, zdobywając brązowy medal w kategorii do lekkośredniej. Sukces powtórzył w 2012 roku, zdobywając brązowy medal w kategorii średniej. W półfinale Młodzieżowych Mistrzostw Europy 2012, przegrał z Rosjaninem Magomiedem Magomiedowem, ulegając mu na punkty (8:17). W tym samym roku został juniorskim mistrzem Armenii w kategorii średniej.
W 2013 zwyciężył w kategorii średniej na Młodzieżowych Mistrzostwach Armenii, zdobywając złoty medal.
W kwietniu 2014 zdobył brązowy medal w kategorii półciężkiej na Młodzieżowych Mistrzostwach Świata w Sofii. W półfinale przegrał z Błagojem Najdenowem. W sierpniu tego samego roku zdobył brązowy medal na Letnich Igrzyskach Olimpijskich Młodzieży w Nankinie.